# كالفين جاكسون (لاعب كرة قدم أمريكية)
كالفين جاكسون (بالإنجليزية: Calvin Jackson)‏ هو لاعب كرة قدم أمريكية أمريكي، ولد في 28 أكتوبر 1972 في ميامي في الولايات المتحدة.

## وصلات خارجية
- كالفين جاكسون على موقع مرجع كرة القدم المحترفة.كوم (الإنجليزية)